# Harrison Gray Dyar Jr.
Harrison Gray Dyar Jr. (Nova Iorque, 14 de fevereiro de 1866 — Washington, D.C., 21 de janeiro de 1929) foi um entomologista americano.

## Primeiros anos
Ele era filho de Harrison Gray Dyar e sua esposa Eleonora Rosella (née Hannum). Dyar se formou no Instituto de Tecnologia de Massachusetts em 1889 com um bacharelado em química. Ele começou a estudar insetos quando jovem e logo após sua graduação na faculdade começou a publicar artigos científicos sobre eles, em particular mariposas da família Limacodidae, iniciando um interesse ao longo da vida em entomologia. Ele recebeu um mestrado em biologia pela Universidade Columbia em 1894, com sua tese sobre a classificação dos Lepidoptera e um doutorado em filosofia em 1895, com sua dissertação sobre bactérias no ar em Nova Iorque.

## Taxonomia
Dyar foi um taxonomista que fez diversas publicações sobre mariposas e borboletas (Lepidoptera), mosquitos (Diptera: Culicidae) e moscas (Hymenoptera: Symphyta) durante sua vida profissional. Seu primeiro trabalho foi como bacteriologista assistente do Colégio de Médicos e Cirurgiões da Universidade Columbia, de 1895 a 1897. De 1897 até sua morte, ele foi o guardião honorário de Lepidoptera no Museu Nacional dos Estados Unidos, Washington, D.C. Dyar era independentemente rico e, durante grande parte de seus 31 anos no Museu Nacional, trabalhou sem remuneração; sua independência também possibilitou que ele viajasse e colecionasse diversas espécies na América do Norte.
A Lei de Dyar, uma regra biológica, foi nomeada em reconhecimento a suas observações originais sobre a progressão geométrica nas larguras das cápsulas da cabeça durante o desenvolvimento larval de Lepidoptera; é uma ferramenta padrão para o estudo de insetos imaturos. Uma publicação anterior em 1886 por W.K. Brooks descreveu independentemente o mesmo fenômeno em crustáceos, e, portanto, o termo variante "Lei de Brooks-Dyar" (ou "Regra de Brooks" ou "Regra de Brooks-Dyar") também aparece comumente na literatura.
Dyar foi editor do Journal of the New York Entomological Society de 1904 a 1907 e do Proceedings of the Entomological Society of Washington de 1909 a 1912; De 1913 a 1926, ele publicou e editou seu próprio jornal taxonômico, Insecutor Inscitiae Menstruus. Dyar e Frederick Knab foram os principais responsáveis pelas seções taxonômicas do The Mosquitoes of North and Central America and the West Indies, publicadas, com o co-autor L. O. Howard, em quatro volumes, de 1912 a 1917.
Em 1924, Dyar foi contratado como capitão no Departamento Sanitário do Corpo de Oficiais da Reserva do Exército dos Estados Unidos por causa de sua experiência no estudo de mosquitos.

## Vida pessoal
Dyar era um bigamista, "por quatorze anos ele foi casado com duas mulheres, mantendo duas famílias com cinco filhos ao todo". Ele se casou com Zella M. Peabody, de Los Angeles, professora de música em 1889. Eles tiveram dois filhos. Este casamento terminou em 1920. Mas em 1906, usando o pseudônimo de Wilfred P. Allen, Dyar casou-se com Wellesca Pollock. Em 1921, agora divorciado de Peabody, Dyar se casou legalmente com Pollock; eles tiveram três filhos.
Pollock foi um educador e discípulo da fé bahá'í. Após seu casamento com Pollock, Dyar tornou-se ativo na fé bahá'í e editou um diário bahá'í independente, Reality, de 1922 até sua morte.
Durante a década de 1920, o hobby de Dyar de construir túneis foi descoberto quando um caminhão entrou em um labirinto de túneis perto de sua antiga casa em Washington, D.C.
Dyar era primo em segundo grau do soldado e editor da Guerra Civil Americana, Harrison Gray Otis.